# 鏡野町立上齋原中学校
鏡野町立上齋原中学校（かがみのちょうりつ かみさいばらちゅうがっこう）は、かつて岡山県苫田郡鏡野町にあった町立中学校。2016年3月に鏡野・奥津・富の各中学校と統合のため閉校された。

## 沿革
- 1947年3月31日 - 上齋原村立上齋原中学校設立認可
- 1947年4月29日 - 上齋原村立上齋原中学校開校
- 1952年4月10日 - 石越校舎、木路校舎落成
- 1956年4月 - 苫田村外四ヶ村学校組合立上齋原中学校と改称
- 1958年3月24日 - 木路校舎閉鎖
- 1959年10月 - 奥津町外二ヶ村教育事務組合立上齋原中学校と改称
- 1961年6月 - 上齋原村立上齋原中学校と改称
- 1964年1月10日 - 学校給食開設実施
- 1965年1月26日 - 屋内体育館(へき地集会室)落成
- 1969年1月11日 - 完全給食開始
- 1981年4月1日 - 幼・小・中一貫の総合教育施設「上齋原学園」落成
- 1982年9月30日 - 技術教室落成
- 2005年3月1日 - 町村合併により鏡野町立上齋原中学校と改称
- 2009年 - 給食センターが統合、鏡野学校給食共同調理場より給食配送が始まる
- 2011年 - 体育館改修工事完了
- 2016年3月19日 - 上齋原中学校閉校記念式典[2]
- 2016年3月31日 - 鏡野町立中学校4校統合の為閉校。

のべ全卒業者数1429名

## ギャラリー

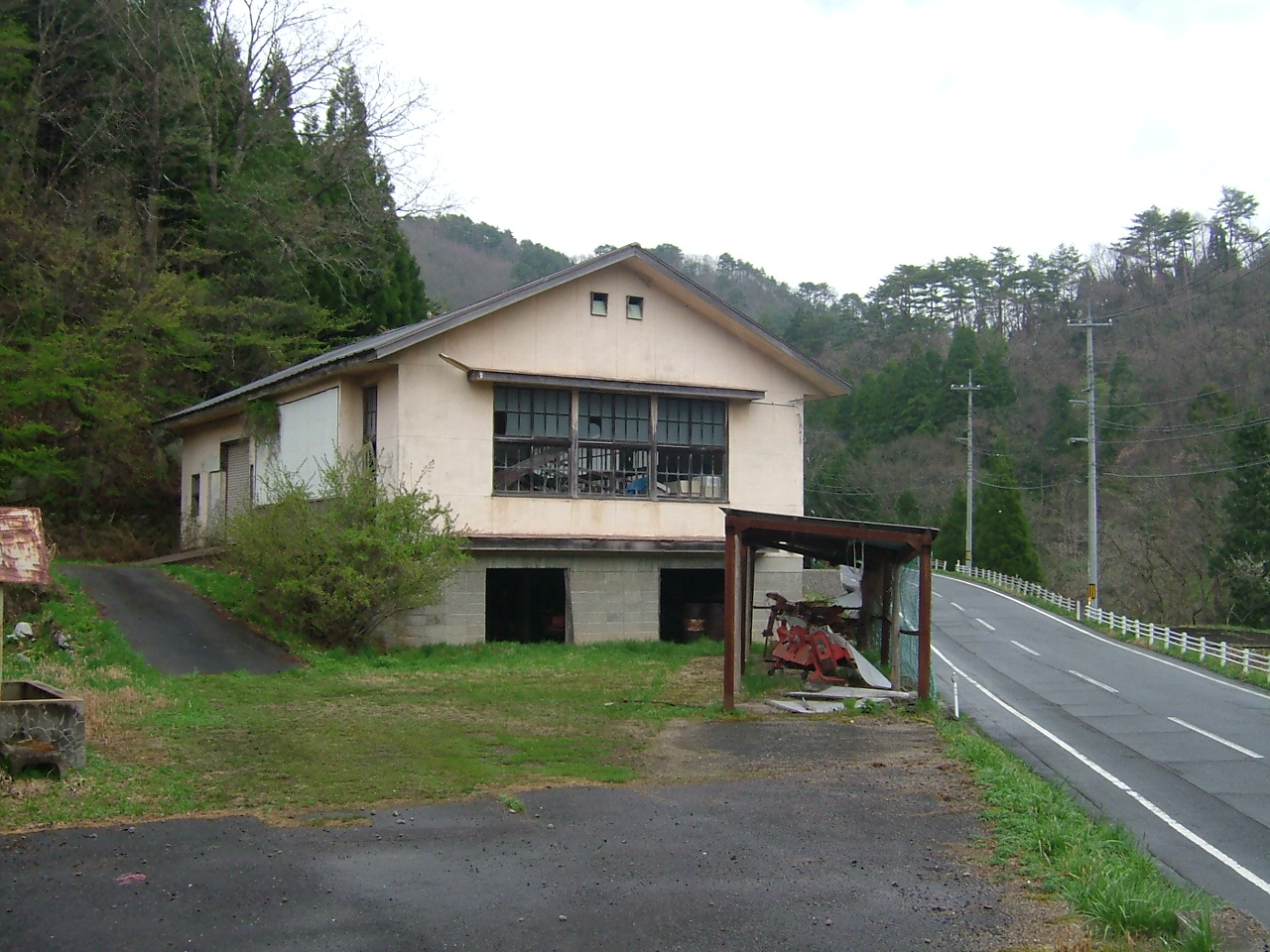
石越旧校地に残る特別教室棟
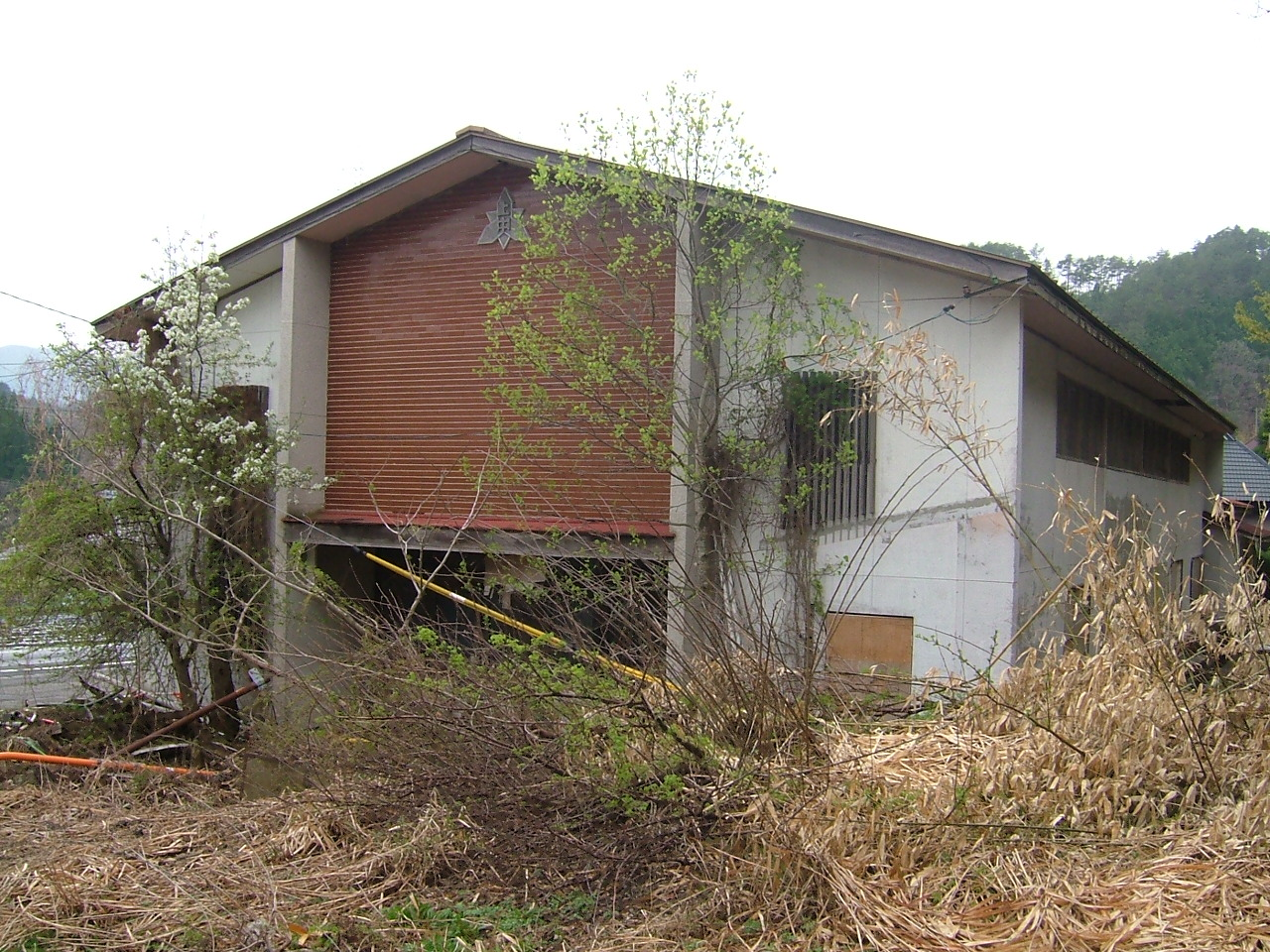
石越旧校地に残る体育館